# St-Pierre (Availles-sur-Seiche)

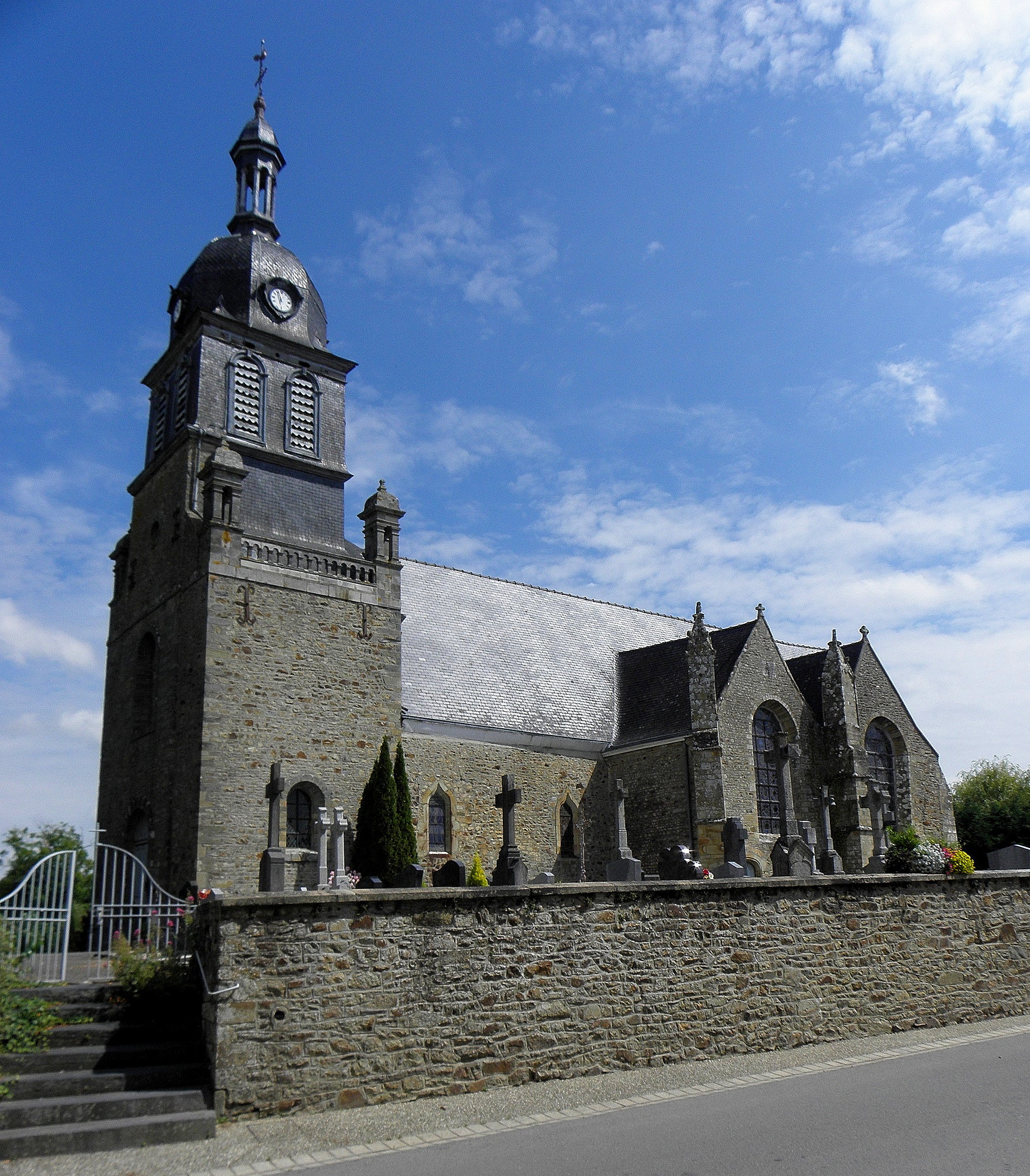
Kirche St-Pierre in Availles-sur-Seiche

Die katholische Pfarrkirche St-Pierre in Availles-sur-Seiche, einer französischen Gemeinde im Département Ille-et-Vilaine in der Region Bretagne, wurde ab dem 16. Jahrhundert errichtet.
Der Saalbau besitzt einen gerade geschlossenen Chor, der im 18. Jahrhundert erneuert wurde. Der Glockenturm auf einem alten rechteckigen Unterbau wurde 1779 mit einer Kuppel versehen, die von einer Laterne bekrönt wird. 
Von der Ausstattung ist der barocke Hochaltar aus dem Jahr 1642 erwähnenswert. Er besteht zu großen Teilen aus verschieden farbigem Marmor aus der Gegend um Laval.  